# 丹後蔵
株式会社丹後蔵（たんごぐら）は、京都府京丹後市峰山町に所在する焼酎を専門に醸造する酒造会社である。丹後地域で唯一の焼酎蔵として、2006年（平成18年）、丹後地方の清酒醸造メーカーの有志、熊野酒蔵や吉岡酒造場らあわせて5社の代表者個人が協力し、創業した。所在地は、峰山町泉の清酒醸造会社の峰山酒造。峰山酒造は、峰山町内唯一の蔵元であったが、その後2013年に廃業した。
地元産のさつまいも「京かんしょ（金時種）」による芋焼酎の製造販売を行う、京都府で初めての企業である。

## 特徴
江戸時代、峰山の藩主であった京極氏が建立した金刀比羅神社の神山の伏流水を仕込みに用いる。この水は、比較的カルシウムの成分が多く含まれる硬水である。金刀比羅神社の境内には、日本唯一とされる狛猫が鎮座する木島神社があり、丹後蔵ではこの狛猫にちなみ、芋焼酎「いもにゃん」を醸造、人も食べられるプレミアム猫缶とセット販売するなど、峰山町の猫によるまちおこし運動にも関わっている。
原材料であるサツマイモには、規格外品とはいえ本来は高級とされる「鳴門金時」系の品種を用いるため、大手メーカーの製品と比較すると3割ほど高い価格帯となっているが、「癖がなく、女性にも飲みやすい口当たり」と評価される。

## 製品と評価
代表銘柄「いもたん」は、「焼酎特有のにおいを抑え、ドライでうま味のあるのどごし」が特徴。減圧蒸留法と常圧蒸留法でそれぞれ製造した原酒をブレンドして作られている。2008年（平成20年）度には、「優良ふるさと食品中央コンクール」で食品産業センター会長賞や、Tango Good Goods 認定商品のなかから選出される「Tango Good Goods優良産品」を受賞した。2011年（平成23年）に日本酒サービス研究会・酒匠研究会連合会（SSI）が主催した「あなたが選ぶ地酒大show2011・チーズにピッタリ本格焼酎」泡盛部門で1位のプラチナ賞を受賞した。2016年（平成28年）には、株式会社Cuisine Kingdomが発行する“プロの目と舌で選んだ逸品「料理王国 100選」”に選出され、この年から翌2017年（平成29年）にかけてはスペインやドイツなど海外にも出荷された。
「いもたん」は、そのラベルデザインにおいても、「日本パッケージデザイン大賞2009」で入選した。
姉妹品の「いもたんHIKO」は、常圧蒸留のみで製造された強い香りと味を備え、「あなたが選ぶ地酒大show2011・松前漬にピッタリ本格焼酎」泡盛部門で、ブロンズ賞を受賞した。
その他の製品に、地域の史跡やまちおこし活動にちなんだ「いもにゃん」、行楽仕様にそのまま飲める焼酎をめざした「ぐいたん」、金婚式などの慶事を想定し金粉を混入した「京香」などがある。

## 経営
従来廃棄されていた丹後産サツマイモの規格外品の有効活用を模索する丹後国営農地甘藷部会と、日本酒の消費低迷を危惧する地酒業界が、丹後産焼酎を求める観光ニーズに期待し、2006年（平成18年）秋に設立した。起業にあたっては、京都府丹後広域振興局「丹後旨いもんづくり支援事業」が技術と情報提供で支援し、蒸留設備などを新製造場に完備。2007年（平成19年）5月に国税庁から焼酎製造免許を取得。6月上旬から生産を始め、同年11月中旬に丹後発の地焼酎「いもたん」の販売を開始した。峰山酒造の社長・高田茂吉が同社の社長を兼務、年間2万本を生産し、地元酒販店等を中心に販売を開始した。
2019年（令和元年）10月22日付で、代表取締役は、大同智（旧大同酒造株式会社・元代表）。大同のほか、柿本正大（熊野酒造有限会社）、行待佳平（竹野酒造）、吉岡直敏（吉岡酒造場）、安達直樹、高田茂吉（旧峰山酒造有限会社・元代表）が役員を務め、製造販売は高田を中心に行われている。

## ギャラリー

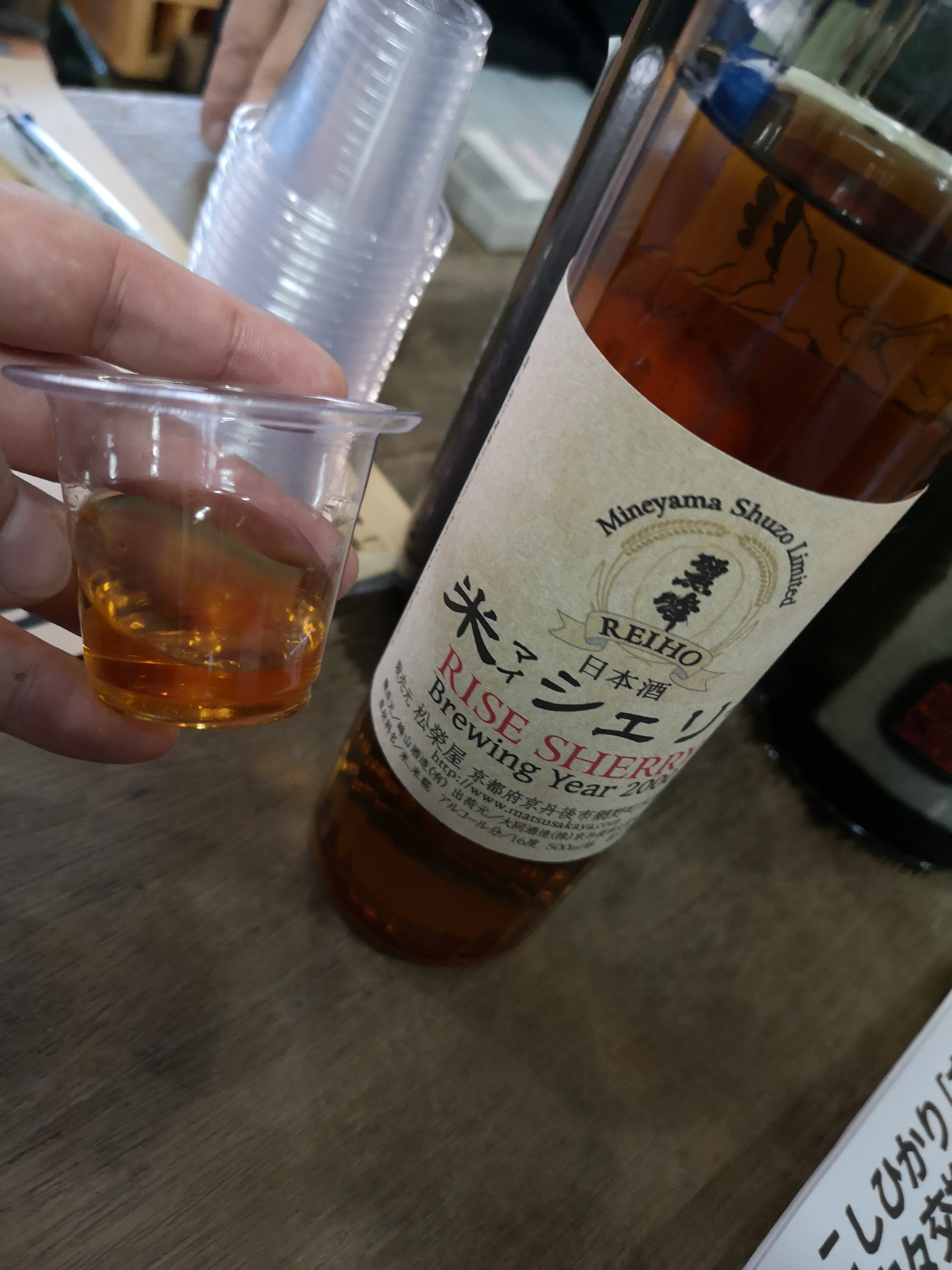
峰山酒造が製造した清酒を長期保存し、シェリー酒の風味を生じさせた「米シェリー」
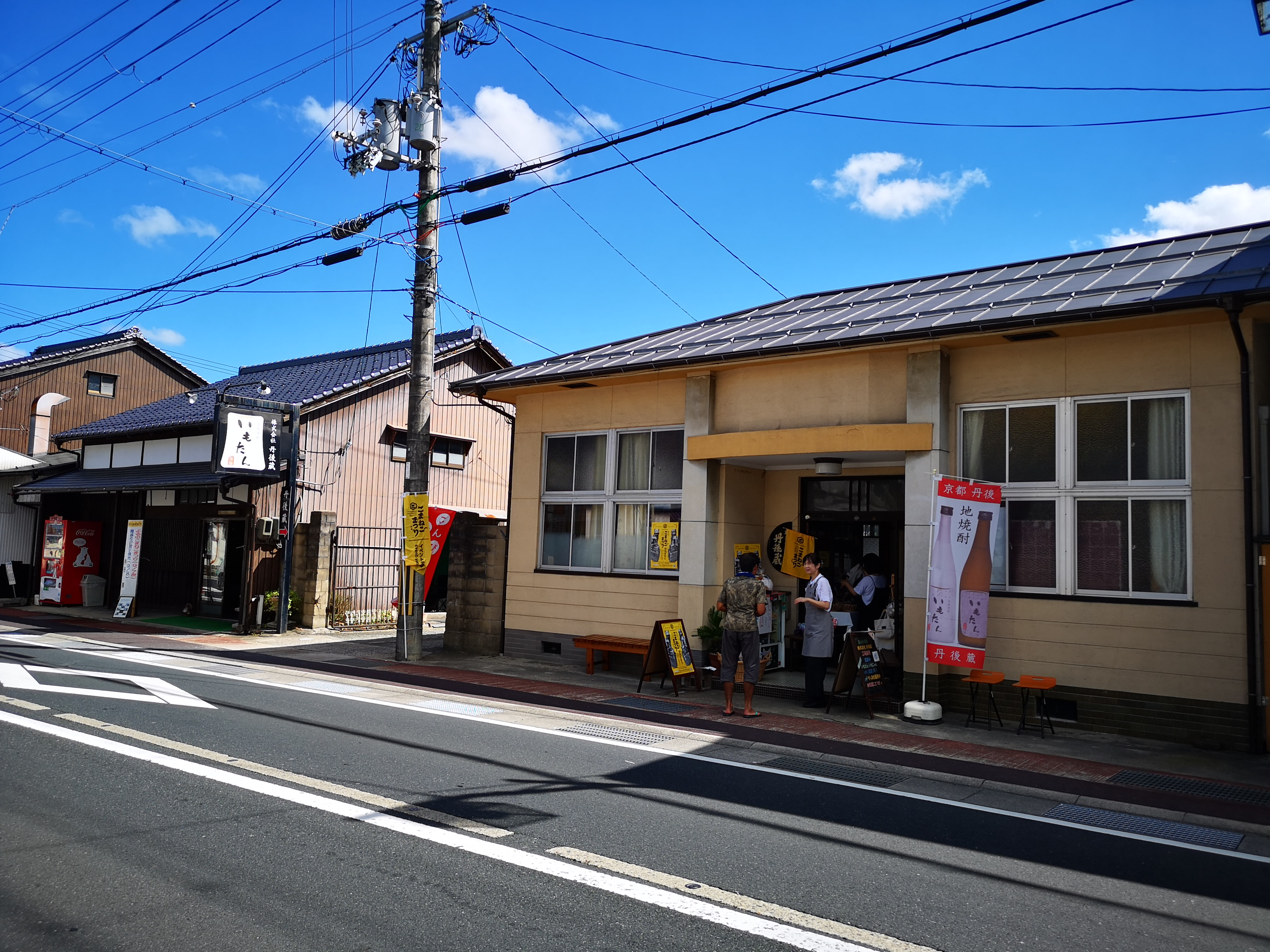
外観
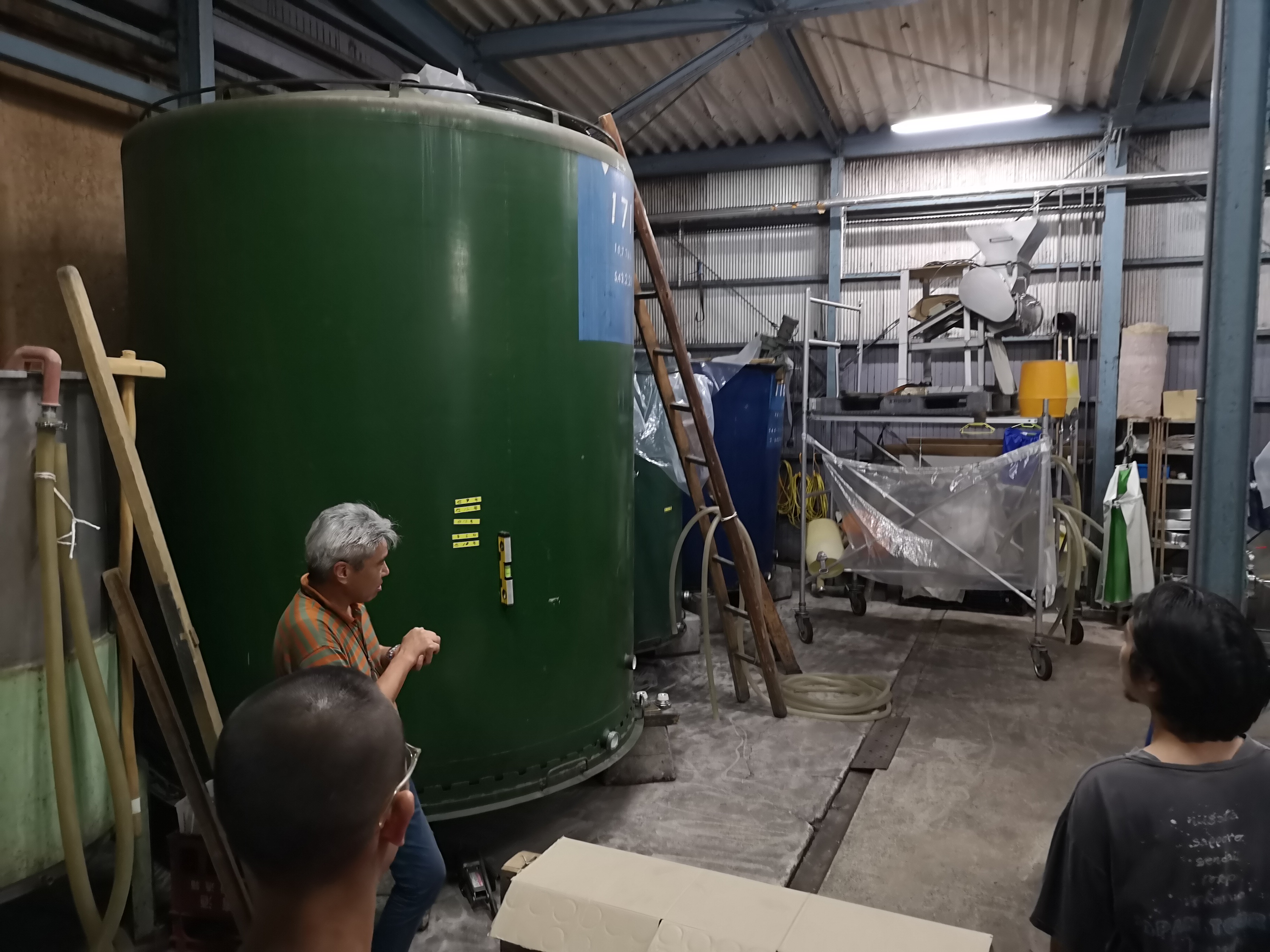
丹後蔵醸造工場（左は製造責任者の高田茂吉）
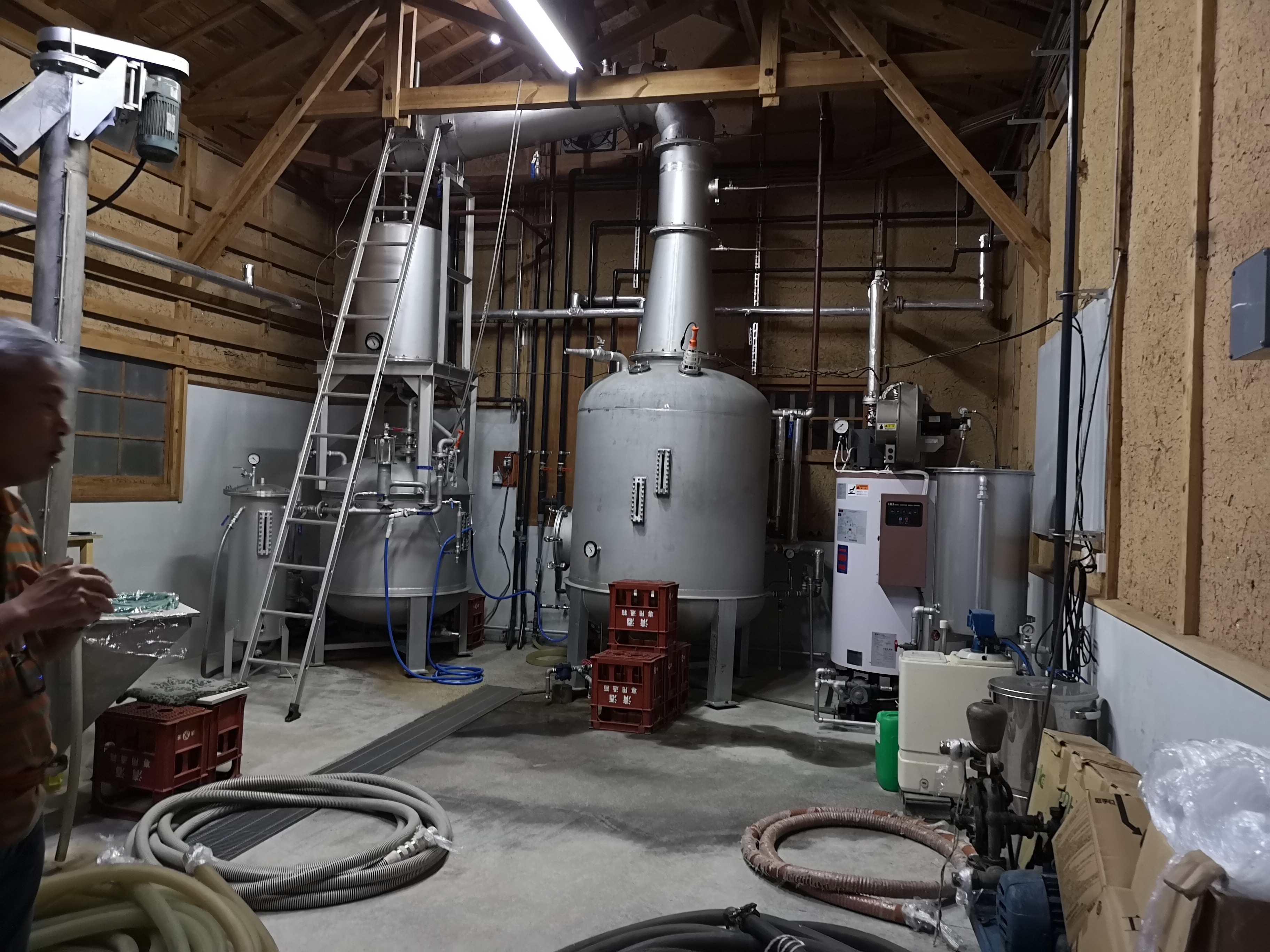
丹後蔵 焼酎蒸留器